# Generaal-gouvernement Siberië
Het generaal-gouvernement Siberië (Russisch: Сибирское генерал-губернаторство, Sibirskoje general-goebernatorstvo) was een generaal-gouvernement van het keizerrijk Rusland. Het bestond van 1802 tot 1822. Het generaal-gouvernement ontstond uit het gouvernement Irkoetsk en het gouvernement Tobolsk en het ging op in het generaal-gouvernement Oost-Siberië en het Generaal-gouvernement West-Siberië. De hoofdstad was Irkoetsk.

## Geschiedenis
In 1803 was Irkoetsk de hoofdstad van het nieuw gevormde generaal-gouvernement Siberië.
Het nieuwe project van Michail Speranski was om in de periode 1818-1821 onder het regime van tsaar Alexander I een nieuw generaal-gouvernement Siberië te bedenken.. Het plan was om het Siberische gebied werd in een oostelijk en westelijk deel opgesplitst zodat het Generaal-gouvernement West- en Oost-Siberie ontstonden. 